# Skarsdalen
Das Skarsdalen (norwegisch für Schartental) ist ein vereistes Tal im ostantarktischen Königin-Maud-Land. Es liegt zwischen den Gebirgszügen Rootshorga und Hamrane in der Sverdrupfjella. Auf der Ostseite des Skarsdalen ragt der Felsvorsprung Dalsnatten auf.
Erste Luftaufnahmen entstanden bei der Deutschen Antarktischen Expedition (1938–1939). Norwegische Kartografen kartierten das Tal anhand von Luftaufnahmen der Norwegisch-Britisch-Schwedischen Antarktisexpedition (NBSAE, 1949–1952) und der Dritten Norwegischen Antarktisexpedition (1956–1960).